# Titusville (Florida)
Titusville es una ciudad ubicada en el condado de Brevard en el estado estadounidense de Florida. En el Censo de 2010 tenía una población de 43.761 habitantes y una densidad poblacional de 493,19 personas por km².

## Geografía
Titusville se encuentra ubicada en las coordenadas 28°34′24″N 80°49′10″O / 28.57333, -80.81944. Según la Oficina del Censo de los Estados Unidos, Titusville tiene una superficie total de 88.73 km², de la cual 76.07 km² corresponden a tierra firme y (14.26%) 12.66 km² es agua.

## Demografía
Según el censo de 2010, había 43.761 personas residiendo en Titusville. La densidad de población era de 493,19 hab./km². De los 43.761 habitantes, Titusville estaba compuesto por el 80.84% blancos, el 13.5% eran afroamericanos, el 0.47% eran amerindios, el 1.39% eran asiáticos, el 0.09% eran isleños del Pacífico, el 1.17% eran de otras razas y el 2.53% pertenecían a dos o más razas. Del total de la población el 6.46% eran hispanos o latinos de cualquier raza.